# Tibiri (Departement)
Tibiri ist ein Departement in der Region Dosso in Niger.

## Geographie

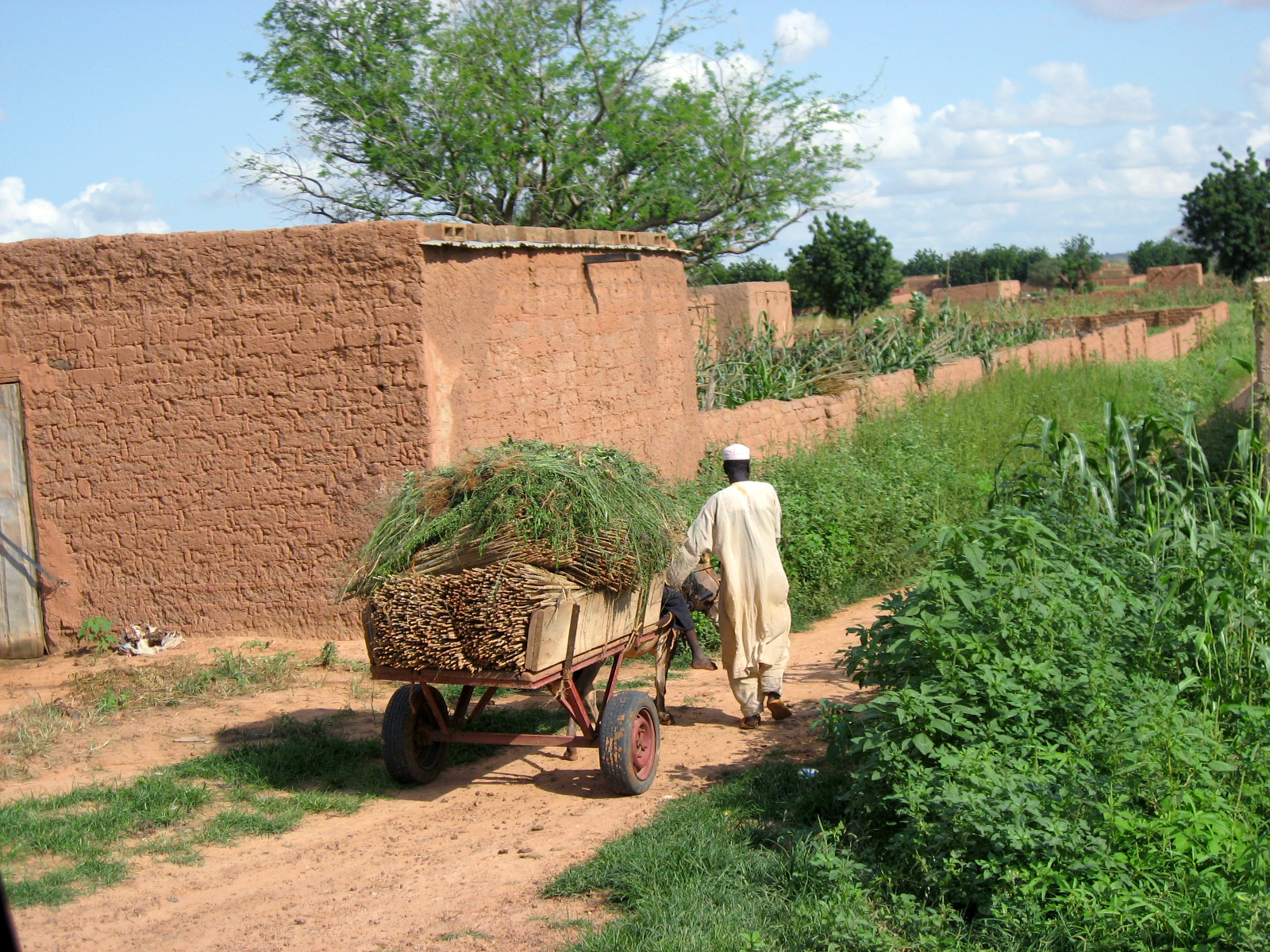
Hirseernte in Koré Maïroua im Departement Tibiri

Das Departement liegt im Südwesten des Landes und grenzt an Nigeria. Es besteht aus den Landgemeinden Douméga, Guéchémé, Koré Maïroua und Tibiri. Der namensgebende Hauptort ist Tibiri.

## Geschichte
Das Departement geht auf den Verwaltungsposten (poste administratif) von Tibiri zurück, der 1988 eingerichtet wurde. 2011 wurde der Verwaltungsposten aus dem Departement Dogondoutchi herausgelöst und zum Departement Tibiri erhoben.

## Bevölkerung
Das Departement Tibiri hat gemäß der Volkszählung 2012 270.016 Einwohner. Von 2001 bis 2012 stieg die Einwohnerzahl jährlich durchschnittlich um 2,3 % (landesweit: 3,9 %).

## Verwaltung
An der Spitze des Departements steht ein Präfekt (französisch: préfet), der vom Ministerrat auf Vorschlag des Innenministers ernannt wird.
| Amtszeit                      | Name                                                                  |
| ----------------------------- | --------------------------------------------------------------------- |
| 29. Feb. 2012 – 4. Dez. 2013  | Amadou Hamidou (alias Amadou Amidou, Amadou Hamadou, Hamadou Hamidou) |
| 4. Dez. 2013 – 29. Jul. 2016  | Bako Mahamane Batouré                                                 |
| 29. Jul. 2016 – 20. Apr. 2018 | Gado Dan Zama (alias Gado Danzama)                                    |
| 20. Apr. 2018 – 8. Nov. 2021  | Adamou Wakasso                                                        |
| 8. Nov. 2021 – 24. Mär. 2022  | Daoud Algabit                                                         |
| 24. Mär. 2022 – 7. Apr. 2022  | Abdou Talhatou Bana Issa                                              |
| 7. Apr. 2022 – 21. Sep. 2023  | Adamou Harouna                                                        |
| seit 21. Sep. 2023            | Ali Amadou                                                            |